# Arena Sport
Az Arena Sport egy sporttelevíziós csatorna-csoport, amelyet 2009-ben alapítottak Szerbiában. A Telekom Srbije tulajdonában áll. 5 csatornával rendelkezik, és a következő országokban érhető el: Bosznia és Hercegovinában, Horvátországban, Montenegróban, Észak-Macedóniában és Szerbiában.

## Helyi hírcsatornák

### Szerbia
Az Arena Sport Serbia számos sporteseményt közvetít. Többségük középpontjában a labdarúgás  áll, elsősorban a Premier League (Anglia), a Serie A (Olaszország), a Ligue 1 (Franciaország), a Pro League (Belgium) mérkőzések, valamint olyan nemzetközi versenyek, mint az UEFA Bajnokok Ligája és az Európa Liga. Az Arena Sport Serbia a szerb SuperLiga közvetítési jogaival rendelkezik. A futball mellett az Arena Sports egyéb sporteseményeket is bemutat, mint például az NBA, az ABA Liga, a Görög Liga, a Liga ACB és az NCAA bajnokság, a német kézilabda bajnokság és az EHF Bajnokok Ligája.

### Horvátország
Az Arena Sport Croatia közvetítési jogokkal rendelkezik a MAXtv Prva Liga mérkőzésekre 2022 májusáig, valamint a Serie A, a Ligue 1 és az Európa Liga közvetítési jogaival. Az Arenasport emellett 2021 júniusa és 2026 között ötéves időtartamra megszerezte a La Liga közvetítési jogait. Jogosult volt az UEFA Bajnokok Ligája közvetítésére 2018-ig.

### Bosznia-Hercegovina
Az Arena Sport Bosznia-Hercegovina a Boszniai Premier Liga, az FBiH Első Liga és a Boszniai Kupa mérkőzéseit közvetíti.